# 린신이
린신이(중국어: 林昕宜, 병음: Lín Xīnyí, 한자음: 임흔의, 1998년 11월 3일~)는 중국의 배우이다.

## 작품 목록

### 드라마
- 2019년 망고 TV 웹드라마 《니호대방변우》 - 위샤오시 역
- 2019년 아이치이 웹드라마 《호란전》 - 소궁녀 역
- 2020년 망고 TV 웹드라마 《운색과농》 - 저우쑤잉 역
- 2020년 망고 TV 웹드라마 《리인심상》 -  도요 역
- 2020년 망고 TV 웹드라마 《시광여니도흔첨》 - 양뤄잉 역
- 2021년 후난위성텔레비전 금응독파극장 《이상조요중국》 - 옌샤오메이 역
- 2021년 후난위성텔레비전 금응독파극장 《배니일기장대》 - 지닝 역
- 2021년 후난위성텔레비전 청춘진행중 《이지파생활》 - 요쓰지아 역
- 2022년 망고 TV 웹드라마 《불취시바하마》 - 슝샤오샤오 역
- 2022년 아이치이 웹드라마 《종우륜도아연애료》 - 쑤옌시 역